# Mariusz Owczarek
Mariusz Owczarek (Niuniek; ur. 1975) – polski dziennikarz muzyczny, prezenter radiowy. 

## Życiorys
Ukończył studia na Wydziale Dziennikarstwa i Nauk Politycznych Uniwersytetu Warszawskiego. 
Od 1997 pracownik Programu Trzeciego Polskiego Radia. Karierę zaczynał jako asystent przy różnych audycjach. Pierwsze programy prowadził wraz z Marcinem Cichońskim. Prowadził audycje: Muzyka o północy, Teraz polskie oraz  MO czyli Mało Obiektywnie. W 2000 jeden z prezenterów audycji Pół perfekcyjnej płyty, wydawca Markomanii, a także współpracownik Listy Przebojów Programu Trzeciego. W latach 2008–2009, jako druh zastępowy poprowadził jej trzy wydania. Jest również osobą odpowiedzialną za wprowadzanie nowych utworów do zestawu do głosowania. Był także sekretarzem Redakcji Muzycznej. 
28 maja 2020 został kierownikiem redakcji muzycznej Programu III Polskiego Radia. 